# Dusignathus
Dusignathus — вимерлий рід родини моржевих. Рід містить такі види: Dusignathus santacruzensis, Dusignathus seftoni. Скам'янілості виявлено в Каліфорнії та Мексиці.